# Lophoproctus pagesi
Lophoproctus pagesi är en mångfotingart som beskrevs av Condè 1982. Lophoproctus pagesi ingår i släktet Lophoproctus och familjen Lophoproctidae. Inga underarter finns listade i Catalogue of Life.